# Campo Largo (Argentyna)
Campo Largo – miasto w Argentynie, w prowincji Chaco, stolica departamentu Independencia.
Według danych szacunkowych na rok 2010 miejscowość liczyła 9 069 mieszkańców.